# سامارا ۲۶۹۲۲
سیارک ۲۶۹۲۲ (به انگلیسی: 26922 Samara، نامگذاری: 1996TD40) بیست و شش هزار و نهصد و بیست و دومین سیارک کشف شده است که در ۸ اکتبر ۱۹۹۶ کشف شد.